# Амора (Португалия)
Амора (порт. Amora) — город и район в Португалии, входит в округ Сетубал. Является составной частью муниципалитета Сейшал. Находится в составе крупной городской агломерации Большой Лиссабон. По старому административному делению входил в провинцию Эштремадура. Входит в экономико-статистический субрегион Полуостров Сетубал, который входит в Лиссабонский регион. Население составляет 50 991 человек на 2001 год. Занимает площадь 27,31 км².
Покровителем района считается Дева Мария (порт. Nossa Senhora do Monte Sião).